# Matthew Carter

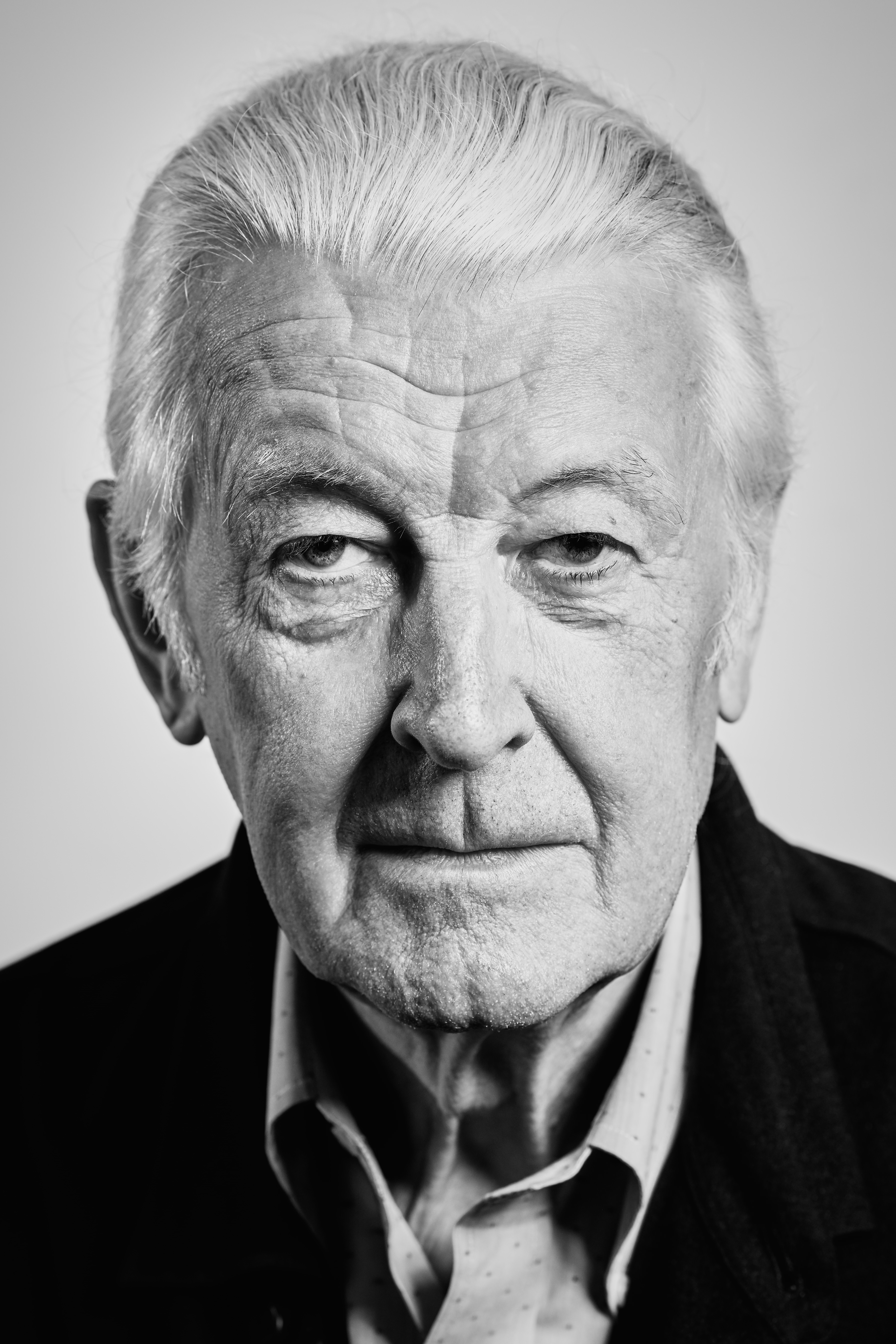
Matthew Carter, 2018

Matthew Carter (ur. 1 października 1937 w Londynie) – brytyjski projektant krojów pisma. W 2005 magazyn „The New Yorker” określił go „najbardziej poczytnym człowiekiem na świecie” ze względu na szerokie zastosowanie jego projektów. Carter zaprojektował już ponad 60 krojów pisma, które wykorzystywane są dziś wszędzie: w książkach, sieci, dokumentach, książkach telefonicznych, na okładkach gazet, opakowaniach produktów i w reklamach. Carter jest współzałożycielem firmy Bitstream i Carter & Cone Type oraz jedynym projektantem krojów, który potrafi projektować pismo zarówno w klasyczny sposób (wycinając litery alfabetu ze stali), jak i komputerowo.

## Dzieciństwo i edukacja
Carter dorastał w Londynie pod bacznym okiem swojego ojca – Harry’ego Cartera, projektanta książek i historyka drukarstwa. Jego matka chciała zostać architektem, ale ostatecznie pracowała jako rysownik. W okresie wojny wyprowadzili się poza Londyn, do domu w Corydon, gdzie pod nieobecność ojca (który został powołany do wojska) matka uczyła go czytać, wycinając mu alfabet z linoleum. 
W wieku siedmiu lat Carter został wysłany do szkoły z internatem, a mając 17 dostał się na Uniwersytet Oksfordzki. Ponieważ był najmłodszy w swojej grupie i cierpiał na astmę, obawiając się, że będzie odstawał od swoich kolegów, polecono mu zrobić przerwę i aplikować ponownie za rok. W 1956, nie chcąc marnować roku edukacji, ojciec załatwił mu roczny staż w Haarlem w Holandii, w drukarni Royal Joh. Enschedé, gdzie Carter nauczył się podstaw, już wówczas mocno wypieranego, klasycznego projektowania pisma tzn. ręcznie wycinał czcionki ze stali. 

## Kariera
Jako jeden z ostatnich europejskich projektantów przeszkolonych w drukarstwie klasycznym wrócił do Londynu i przekonany, że to właśnie z projektowaniem krojów pisma chce związać swoją przyszłość, zrezygnował ze studiów i zaczął pracować jako wolny strzelec. Jedną z jego pierwszych znaczących prac był, zaprojektowany w 1962, krój pisma nagłówka satyrycznego brytyjskiego dwutygodnika „Private Eye” – magazyn używa go do dziś. 
W latach 1963–1965 Carter pracował jako konsultant dla firmy Crosfield Electronics, produkującej maszyny skanujące, wykorzystywane wówczas do druku. W 1965 przeprowadził się do Nowego Jorku, gdzie związał się zawodowo z firmą Margenthaler-Linotype, która produkowała matryce do składarek wierszowych (linotypów) - pierwszych maszyn drukarskich, które odlewały całe wiersze tekstu. W 1971 wrócił do Londynu, gdzie dalej pracował dla Linotype. W ramach tej współpracy, w 1978 zaprojektował krój pisma do książki telefonicznej – Bell Centennial, który do dziś stanowi najbardziej czytelne rozwiązanie. W latach 1980–1984 był konsultantem dla królewskiego biura publikującego wszelkie oficjalne dokumenty. W 1981 Royal Society of Arts (Królewskie Towarzystwo Sztuki) mianowało go tytułem Royal Designer for Industry (Królewskim Projektantem dla Przemysłu). 
Również w 1981 Carter i jego kolega z Margenthaler-Linoptype, Mike Parker, założyli Bitstream – firmę z siedzibą w Marlborough, Massachusetts, produkującą cyfrowe fonty na wzór matryc produkowanych w Margenthaler-Linotype. Firma była mocno krytykowana za piractwo: uważano, że większość fontów oferowana przez Bitstream jest nielegalną kopią krojów pisma wykorzystywanych w matrycach Linotype. Carter opuścił Bitstream w 1991 i w 1992, razem z Cherie Cone założył swoją własną firmę projektującą kroje pisma – Carter & Cone Type, z siedzibą w Cambridge, Massachusetts, w której do dziś projektuje. 
Od 1976 Carter jest też związany z Uniwersytetem Yale, zarówno jako wykładowca, jak i projektant kroju pisma yale, używanego przez uniwersytet do publikacji zarówno na papierze, jak i w sieci. 
Do jego najpopularniejszych czcionek należą Verdana (1996) i Georgia (1993), które zaprojektował dla firmy Microsoft, a które dziś są najczęściej używanymi czcionkami w Internecie.
Carter nie dba o to jak zaprojektowana przez niego czcionka będzie wykorzystywana, ale wyłącznie o to, czy jest czytelna. Nie uważa się też za artystę, gdyż artysta z założenia pracuje na swoim własnym, nowym materiale, a on pracuje nad istniejącym już alfabetem.

## Nagrody
Jako jeden z najpopularniejszych i najbardziej utalentowanych projektantów, na przestrzeni swojej długoletniej kariery, Carter otrzymał liczne nagrody i wyróżnienia. W 1995 odebrał medal AIGA (the professional association for design), w 1996 Nagrodę Chryslera za innowacje w projektowaniu (Innovation in Design), w 1997 medal Type Directors Club, w 2005 SOTA Typography Award, a w 2010 otrzymał nagrodę MacArthur Fellowship, która jest pięcioletnią inwestycją w nadzwyczaj utalentowaną w danej dziedzinie osobę.